# Махмуд Захар
Махмуд аз-Захар е външният министър на Палестина и лидер на „Хамас“.

## Биография
Роден е в Газа през 1945 г. Той е сред основателите на „Хамас“ и дълго време ръководител на организацията в Газа.
Баща му е палестинец, а майка му – египтянка. Завършва медицина в Каирския университет и специализира хирургия в Кайро. Съосновател на Ислямския университет в Газа.
През 1996 г. се изказва против участието на Хамас в палестинските избори. Считан е за хардлайнер в средите на Хамас и за изключително добър оратор.
Многократно е задържан от палестинските и израелските сили за сигурност. В началото на 1990-те години е изгонен и заминава с 400 терориста за Ливан. На 10 септември 2003 г. е направен опит за убийството му от израелците чрез въздушно нападение над къщата му, вследствие на което е убит синът му и един от бодигардовете му.
През 2006 г. е избран за депутат в палестинското законодателно събрание. По-късно става министър на външните работи. Продължава да изказва мнението си, че целта му е ликвидиране на държавата Израел, макар и да допуска временно съществуване на две държави върху спорната територия.